# 第16回NHK紅白歌合戦
『第16回NHK紅白歌合戦』（だいじゅうろっかいエヌエイチケイこうはくうたがっせん）は、1965年（昭和40年）12月31日に東京宝塚劇場で行われた、通算16回目のNHK紅白歌合戦。21時05分から23時45分にNHKで生放送された。

## 出演者

### 司会者
- 紅組司会:林美智子 - 女優。前年の連続テレビ小説『うず潮』のヒロイン・林フミ子役(NHK大阪局が制作した連続テレビ小説のヒロイン役による司会は、第75回の『おむすび』のヒロインを務めた橋本環奈までなかった)。
- 白組司会:宮田輝 - NHKアナウンサー
- 総合司会:石井鐘三郎 - NHKアナウンサー
- テレビ実況:北出清五郎 - NHKアナウンサー

紅組司会は当初は2回連続で担当していた江利チエミにオファーされたが、前回の司会の際に神経疲れから胃を壊した江利は「もうコリゴリ」と辞退。結果、前年の連続テレビ小説がきっかけで爆発的な人気を得た林美智子（前回は審査員）が起用された。朝ドラのヒロイン経験者の司会起用は初。紅組司会の人選ではほかに、淡路恵子やロミ・山田の起用も検討されたという。

### 出場歌手
紅組、      白組、      初出場、      返り咲き。
| 曲順 | 組 | 歌手名                   | 回 | 曲目                                 |
| ---- | -- | ------------------------ | -- | ------------------------------------ |
| 1    | 白 | 舟木一夫                 | 3  | 高原のお嬢さん                       |
| 2    | 紅 | 三沢あけみ               | 2  | アリューシャン小唄                   |
| 3    | 白 | 井沢八郎                 | 初 | 北海の満月                           |
| 4    | 紅 | 都はるみ                 | 初 | 涙の連絡船                           |
| 5    | 白 | 春日八郎                 | 11 | 大阪の灯                             |
| 6    | 紅 | 西田佐知子               | 5  | 赤坂の夜は更けて                     |
| 7    | 白 | 坂本九                   | 5  | ともだち                             |
| 8    | 紅 | 雪村いづみ               | 8  | スワニー                             |
| 9    | 白 | 克美しげる               | 2  | あゝせつなきわが心                   |
| 10   | 紅 | 仲宗根美樹               | 4  | 海と野菊と船頭さん                   |
| 11   | 白 | ダークダックス           | 8  | エーデルワイス                       |
| 12   | 紅 | 梓みちよ                 | 3  | 忘れたはずなのに                     |
| 13   | 白 | 山田太郎                 | 初 | 新聞少年                             |
| 14   | 紅 | 園まり                   | 3  | 逢いたくて逢いたくて                 |
| 15   | 白 | 東海林太郎               | 4  | 赤城の子守唄                         |
| 16   | 紅 | 九重佑三子               | 2  | 抱きしめて                           |
| 17   | 紅 | 日野てる子               | 初 | 夏の日の想い出                       |
| 18   | 白 | バーブ佐竹               | 初 | 女心の唄                             |
| 19   | 紅 | 朝丘雪路                 | 8  | ハロー・ドーリー                     |
| 20   | 白 | 立川澄人                 | 3  | 教会へ行こう                         |
| 21   | 紅 | 伊東ゆかり               | 3  | 恋する瞳                             |
| 22   | 白 | 三田明                   | 2  | 若い翼                               |
| 23   | 紅 | 島倉千代子               | 9  | 新妻鏡                               |
| 24   | 白 | 三橋美智也               | 10 | 二本松少年隊                         |
| 25   | 紅 | 岸洋子                   | 2  | 恋心                                 |
| 26   | 白 | アイ・ジョージ           | 6  | 赤いグラス                           |
| 27   | 紅 | 弘田三枝子               | 4  | 恋のクンビア                         |
| 28   | 白 | ジャニーズ               | 初 | マック・ザ・ナイフ                   |
| 29   | 紅 | 吉永小百合               | 4  | 天満橋から                           |
| 30   | 白 | 森繁久彌                 | 7  | ゴンドラの唄                         |
| 31   | 紅 | 江利チエミ               | 13 | 芸者音頭                             |
| 32   | 白 | 三波春夫                 | 8  | 水戸黄門旅日記                       |
| 33   | 白 | 和田弘とマヒナ・スターズ | 7  | 愛して愛して愛しちゃったのよ         |
| 34   | 紅 | 倍賞千恵子               | 3  | さよならはダンスの後に               |
| 35   | 白 | ボニージャックス         | 3  | 手のひらを太陽に                     |
| 36   | 紅 | ペギー葉山               | 12 | 学生時代                             |
| 37   | 白 | 植木等                   | 4  | 遺憾に存じます                       |
| 38   | 紅 | 越路吹雪                 | 11 | 夜霧のしのび逢い                     |
| 39   | 白 | 村田英雄                 | 5  | 柔道水滸伝                           |
| 40   | 紅 | 水前寺清子               | 初 | 涙を抱いた渡り鳥                     |
| 41   | 白 | デューク・エイセス       | 4  | キャラバン                           |
| 42   | 紅 | ザ・ピーナッツ           | 7  | ロック・アンド・ロール・ミュージック |
| 43   | 白 | フランク永井             | 9  | 東京しぐれ                           |
| 44   | 紅 | 坂本スミ子               | 5  | グラナダ                             |
| 45   | 白 | 西郷輝彦                 | 2  | 星娘                                 |
| 46   | 紅 | 中尾ミエ                 | 4  | 夢見るシャンソン人形                 |
| 47   | 白 | 北島三郎                 | 3  | 帰ろかな                             |
| 48   | 紅 | こまどり姉妹             | 5  | 恋に拍手を                           |
| 49   | 白 | 橋幸夫                   | 6  | あの娘と僕                           |
| 50   | 紅 | 美空ひばり               | 10 | 柔                                   |

#### 選考を巡って
- 前回の出場歌手の中より今回不選出となった歌手は以下。
  - 紅組:青山和子・淡谷のり子・二代目コロムビア・ローズ・五月みどり・畠山みどり・渡辺はま子
  - 白組:芦野宏・新川二朗・伊藤久男・田辺靖雄・藤山一郎
- 東海林太郎はこの年歌謡曲歌手として初めて紫綬褒章を受章した縁で、9年ぶりに復帰した（第7回日本レコード大賞・特別賞も受賞）[3]。

### 演奏
- 紅組：原信夫とシャープス・アンド・フラッツ（指揮:原信夫）、ジャッキー吉川とブルー・コメッツ（ザ・ピーナッツ「ロック・アンド・ロール・ミュージック」のみ）
- 白組：有馬徹とノーチェ・クバーナ（指揮:有馬徹）、寺内タケシとブルージーンズ（植木等「遺憾に存じます」のみ）
- NHKオール・スターズ（指揮:奥田宗宏）
- 東京放送管弦楽団（指揮:藤山一郎）

### 審査員
- 坂本朝一 - NHK芸能局長（審査委員長）
- 円地文子 - 作家
- 安達曈子 - 華道家
- 入江美樹 - ファッションモデル
- 藤村志保 - 女優。この年の大河ドラマ『太閤記』のねね役
- 小絲源太郎 - 洋画家
- 松下幸之助 - 松下電器産業会長・社主
- ファイティング原田 - プロボクサー、第5代世界バンタム級チャンピオン
- 緒形拳 - 俳優。『太閤記』の主人公・豊臣秀吉役および翌年の大河ドラマ『源義経』の武蔵坊弁慶役
- 地方審査員16名

### 応援ゲスト
- ハナ肇とクレージーキャッツ
- 渥美清
- 谷幹一
- 藤田まこと
- 松方弘樹
- 柳家金語楼
- 藤純子[注釈 1]
- アントニオ古賀
- E・H・エリック
- 藤村有弘
- 倍賞美津子
- 千羽ちどり
- 三浦布美子
- 金井克子、ほか

### 大会委員長
- 浅沼博･NHK放送総局長

## 当日のステージ・エピソード
- 紅組トリは前回に引き続き美空ひばりの「柔」（この年の『第7回日本レコード大賞』受賞曲。前年からロングヒットした。前年は先行トリで披露）が選曲された。なお、これに関し各マスコミから「2年連続同じ歌を歌うとは非常識だ」とのバッシングもあった[4]。
- 日野てる子のバックでムームーを着た水前寺清子・三沢あけみがウクレレ伴奏で応援していたが、間奏でこまどり姉妹が三味線で伴奏に加わろうとした所を、司会の林美智子があわてて止めに入った。
- 伊東ゆかりはこの年のサンレモ音楽祭で2位入賞を果たし、入賞曲｢恋する瞳｣で出場したが、登場した際に司会者が使うサイドマイク前で一礼し、歌に入る直前にセンターマイクにサッと移動して、何事もなかったように歌った。
- 翌年の大河ドラマ『源義経』の出演者がゲスト出演。翌年の『大河ドラマ』の宣伝演出が行われるのは今回が初めてだった。
- 倍賞千恵子のバックには、当時松竹歌劇団に所属していた妹の倍賞美津子がダンスで参加した。
- 曲名テロップの右側には、曲名に合わせた挿絵が添えられているのが特徴だった。
- 14対11で白組が優勝（通算9勝7敗）。
- 放送されたオリジナルのビデオテープが4種類現存する。この内、カラー版2本がNHKのデータベースに公式に登録されている
  - 1本目のカラー映像は現存が以前から確認されていたものであったが、冒頭40分欠落の上、色ずれなど映像に乱れが生じ退色も激しいものであった。
  - 2本目のカラー映像は2011年5月、たまたまNHK局内の音楽倉庫で3本の原版2インチVTRで発見された。東京都墨田区のレトロエンタープライズの手によって修復・ダビングが行われHDCAMテープに転写され、新たにNHKアーカイブスに保管された[5]。1時間40分の短縮版である[6]。
  - この他、NHKが記録したキネコ（白黒、完全版）が存在する。
  - 宮田の夫人が自宅で録画し、後にNHKに提供された完全版白黒ビデオテープも存在する。
- 今回使用したマイクロホンは、司会者・歌手用共にSONYとNHK放送技術研究所の共同開発コンデンサーマイクC-38Bの原型のSONY　CU-2A（BTS呼称）[注釈 2]。坂本スミ子のみAKG D-24Eのハンドマイク使用。客席から登場した坂本九や舞台上段から歌い始めた岸洋子はピンマイクを使用。

## 後日譚
- 朝ドラヒロイン経験者の司会起用は今回の林が初例であり、以降も数度にわたり起用されているが、放送1年サイクル時代の作品から起用されたのは林のみである。大阪局制作の作品からの起用も橋本環奈までなかった。

| 回次             | 紅組司会   | 主演作品     | 備考                                     |
| ---------------- | ---------- | ------------ | ---------------------------------------- |
| 第37回（1986年） | 斉藤由貴   | はね駒       | 歌手としても出場。                       |
| 第43回（1992年） | 石田ひかり | ひらり       |                                          |
| 第61回（2010年） | 松下奈緒   | ゲゲゲの女房 |                                          |
| 第62回（2011年） | 井上真央   | おひさま     |                                          |
| 第63回（2012年） | 堀北真希   | 梅ちゃん先生 |                                          |
| 第65回（2014年） | 吉高由里子 | 花子とアン   |                                          |
| 第68回（2017年） | 有村架純   | ひよっこ     | 放送前の第67回（2016年）でも司会を担当。 |
| 第71回（2020年） | 二階堂ふみ | エール       | 司会統一制前最後の紅組司会者             |

- 後年に1つ目のカラー版とキネコ版は、それぞれ違う年に『思い出の紅白歌合戦』（BS2）で再放送された（カラー版放映時は短縮編集され、同じく第14回（1963年）を短縮編集したものと合わせて2年分一緒に放映）。